# Уланский полк (Российская империя)

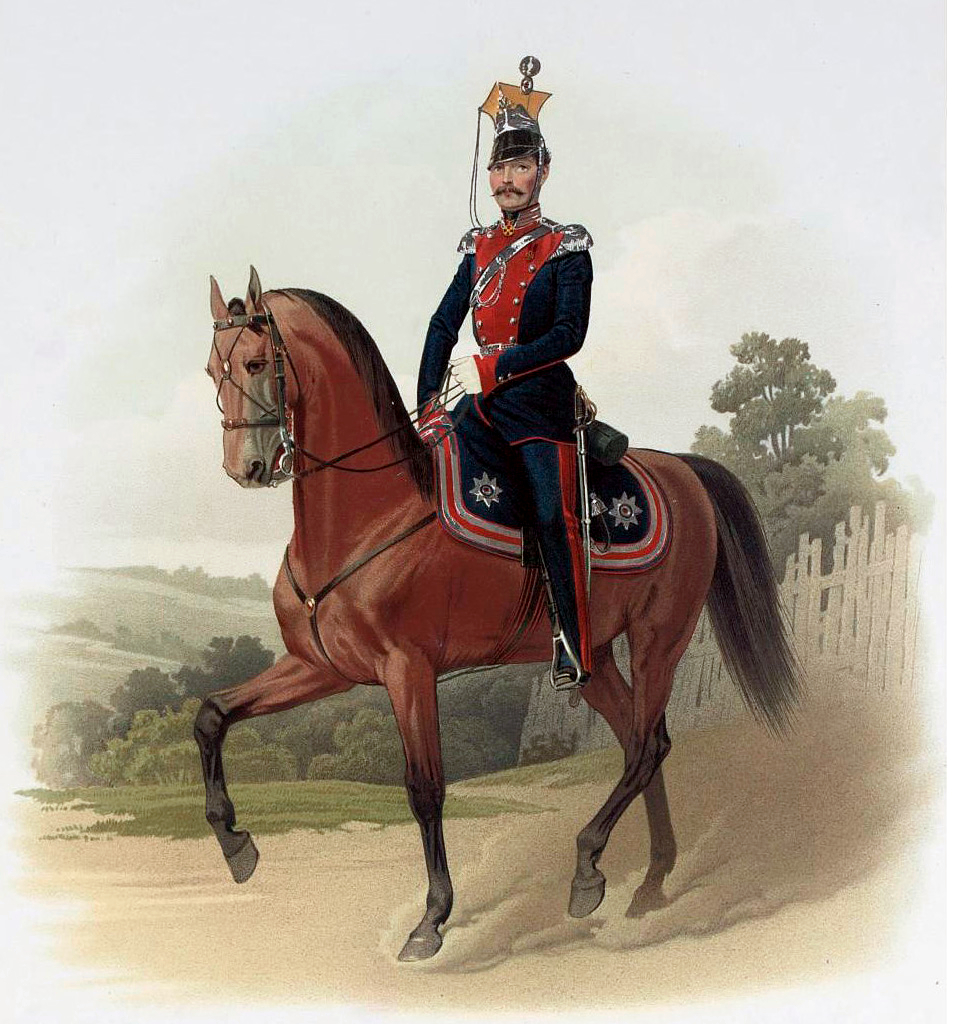
Пиратский К. К. Штаб-офицер Лейб-гвардии Уланского Его Величества полка. 1855 год.

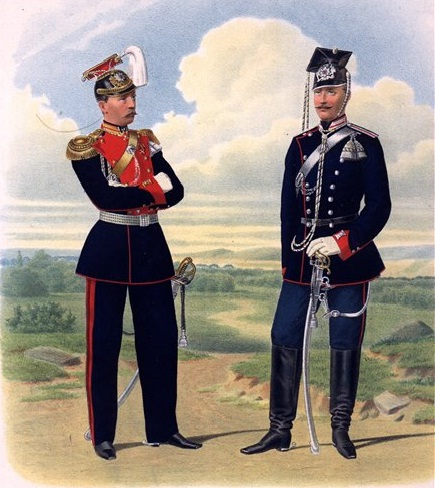
Губарев П. К. Штаб-офицер Л. Гв. Уланского и обер-офицер Л. Гв. Уланского Его Величества полков. 1871 год.

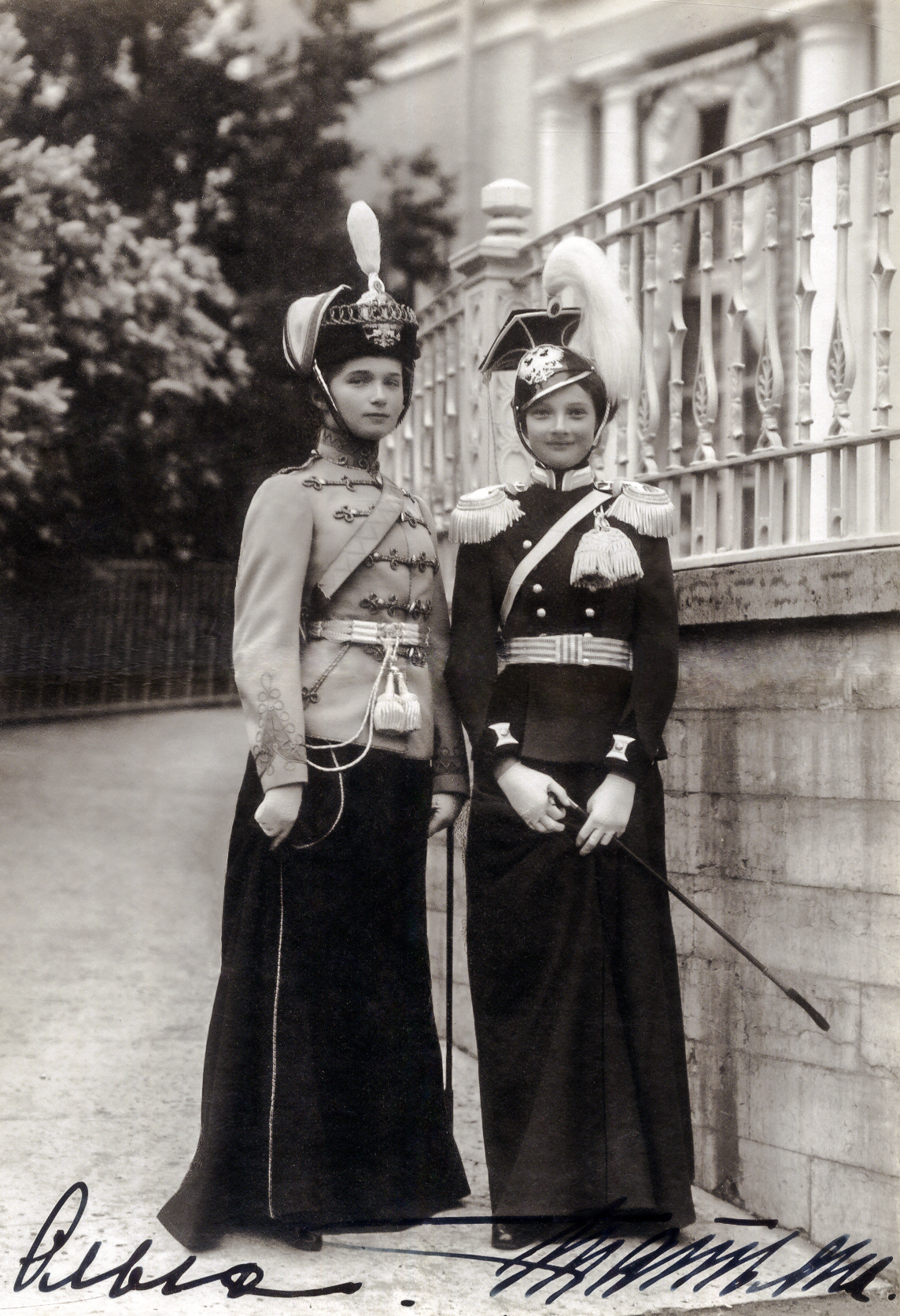
Великие княжны Ольга Николаевна и Татьяна Николаевна в парадных мундирах «своих» подшефных полков. 1910 год.

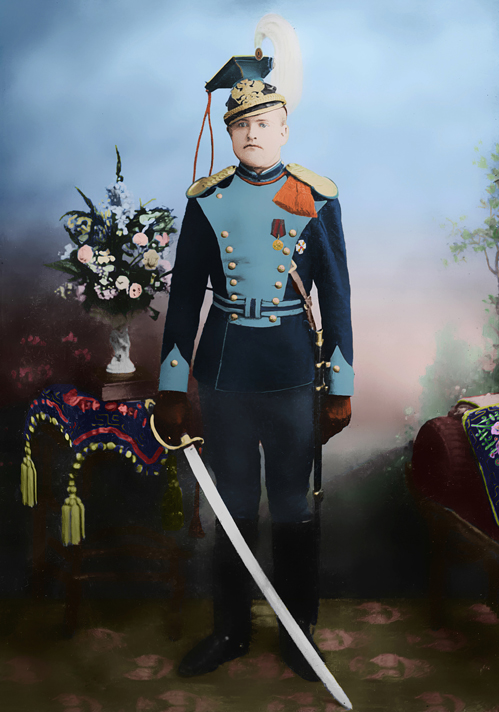
Рядовой 10-го Уланского Одесского полка. 1913 год.

Ула́нский по́лк — кавалерийское формирование (полк, воинская часть) в составе Русской гвардии и армии (РИА) Вооружённых сил Российской империи, в 1721—1917 годах.
Уланские полки, как род оружия, были предназначены (первоначально) для несения пограничной службы на южных рубежах России. В обязанности службы  входило содержание аванпостов, разведка и защита от нападений крымских, перекопских и буджакских татар и османов (турок), позже разведка и аванпостная служба в РИА. Впервые, в России, название типа лёгкой конницы «уланы» встречается в проекте учреждения новороссийской ландмилиции, где предполагалось сформирование поселённого уланского полка, вооружённого саблями и пиками. Такой конный полк и был сформирован, но получил название пикинёрного (елисаветградского). При императоре Всероссийском Павле I были сформированы ещё два подобных полка: конно-польский товарищеский и литовско-татарский конный.

## История
В России вербованные (уланские) полки начали появляться во второй половине XVIII века под наименованием «пикинёры». Началось формирование трёх пикинёрных полков в марте (22 марта) 1764 года по указу Екатерины II, где рядовые назывались товарищами.

«тот, который представляется содержать при другом их вооружении с пиками, назвать по сходству других европейских подобных полков служеб, уланским полком…».— Доклад, представленном на Высочайшее утверждение сенаторами Н. И. и П. И. Паниными.
 Вместо одного предполагавшегося полка, было сформировано четыре, на территории Елизаветградской и Екатеринославской провинций России.
После Турецкой войны по ходатайству графа Румянцева начальные люди (офицеры) пикинёрных полков были приравнены в чинах к армейским офицерам.
Позже история русских улан якобы продолжилась с того, что «к австрийской миссии в Петербурге прибыл австрийский уланский офицер граф Пальфи, родом венгерец, молодец и красавец, сложенный, как Аполлон Бельведерский. Уланский мундир в обтяжку сидел на нём бесподобно, и все дамы и мужчины заглядывались на прекрасного улана». Цесаревич Константин был так впечатлён видом улана Пальфи, что в 1803 году выхлопотал у венценосного брата позволение создать собственный уланский полк со штабом в Махновке Киевской губернии. Командовать полком был поставлен барон Е. И. Меллер-Закомельский.
К 1830 году в РИА из уланов было 21 армейских и два гвардейский полка. В 1882 году уланские полки, кроме двух гвардейских, обращены в драгунские.
Император Николай II после поражения в русско-японской войне в целях повышения как престижа самой армии, так и большей привлекательности военной службы в 1908 возвращает прежние наименования кавалерийским полкам и вводит форму, характерную для каждого вида кавалерии, мундиры не были однотонными — у каждого военнослужащего был свой цвет в зависимости от чина.
К началу Первой мировой войны (1914 год) кавалерия ВС России, имелось два гвардейских и 17 армейских уланских полков, и в годы войны тактическая разведка возлагалась на уланские формирования (охотников) царской армии, по известной поговорке: «Хорошая разведка — половина успеха операции».
Самый известный в истории ВС России был Лейб-гвардии Его Величества уланский полк, который за время Великой войны успел поучаствовать в Галицийской битве, Варшавско-Ивангородской и Ченстохово-Краковской операциях; в марте — августе 1915 года он был отмечен в боевых действиях и сторожевом охранении в районе рек Днестр, Прут и Серет, в августе — декабре — в наступательных и оборонительных боях в районе Джуринского ручья и деревень Базар и Кашиловце.
В 1918 году уланские полки вновь упразднены.

## Состав
Уланский полк состоял из:

### 1764
Штатный состав, в 1 318 человек, не смогли достичь даже к началу Турецкой войны, 1769 — 1774 годов.

### 1797
- 10-ти эскадронов, с общим числом строевых и нестроевых чинов по 1 168 человек.

### 1803
Новый штат, согласно которому полки (Татарский и Литовский конный) получили 5-эскадронный состав (всего в полку по 756 строевых и нестроевых чинов).

### 1908
- штаба полка;
- двух дивизионов, трёхэскадронного состава каждый.

Каждый эскадрон полка состоял из 5 офицеров и 144 нижних чинов (вахмистр, 4 старших унтер-офицера, 7 младших унтер-офицеров, каптенармус, три трубача, 8 ефрейторов и 120 улан — рядовых).

## Вооружение
На вооружении в полках состояли сабли и пики с флюгерами, позднее добавились пистолеты, а с середины XIX века — карабины.

## Полки
В гвардии имелось два гвардейских уланских полка:
- лейб-гвардии Уланский Ея Величества Государыни императрицы Александры Фёдоровны полк;
- лейб-гвардии Уланский Его Величества полк.

В 1908—1914 годах в Русской армии имелись следующие уланские полки:
- 1-й уланский Санкт-Петербургский генерал-фельдмаршала князя Меншикова полк (с 1914 г. — 1-й уланский Петроградский генерал-фельдмаршала князя Меншикова полк);
- 2-й Лейб-уланский Курляндский Императора Александра II полк;
- 3-й уланский Смоленский Императора Александра III полк;
- 4-й уланский Харьковский полк;
- 5-й уланский Литовский Его Величества Короля Итальянского Виктора-Эммануила III полк;
- 6-й уланский Волынский полк;
- 7-й уланский Ольвиопольский короля испанского Альфонса XIII полк;
- 8-й уланский Вознесенский Е. И. В. В. Кн. Татьяны Николаевны полк;
- 9-й уланский Бугский Его Королевского Высочества эрцгерцога Австрийского Франца-Фердинанда полк;
- 10-й уланский Одесский полк;
- 11-й уланский Чугуевский Е. В. Г. И. Марии Фёдоровны полк;
- 12-й уланский Белгородский Имп. Австрийского кор. Венгерского Франца-Иосифа I полк;
- 13-й уланский Владимирский полк;
- 14-й уланский Ямбургский Е. И. В. В. К. Марии Александровны полк;
- 15-й уланский Татарский полк;
- 16-й уланский Новоархангельский полк;
- 17-й уланский Новомиргородский полк.

## Факты
- Этишкет — длинный вдвое согнутый шнур со сложными плетёными кистями на концах, при полевой форме, носили только уланы.